# Skårasalen
Skårasalen  er et meter højt 1.542 fjeld i Ørsta kommune i landskabet Sunnmøre i Møre og Romsdal fylke i Norge. Bjerget ligger ved Hjørundfjorden og er lettest tilgængelig fra Kvistaddalen. Sydover fra toppen går en række spidser som kaldes Skåratindane eller Kvistadkjerringane. Toppen er rimelig enkel at nå.
Briten Gerald Arbuthnot og sogningen Johannes Vigdal var på toppen den 29. juli 1897. De stod da for den første tidsfæstede bestigning.
Fjeldet har en primærfaktor på 1.390 meter over havet, som er det syvende højeste i landet.